# Ribera de la Selva
Ribera de la Selva är en ort i Mexiko.   Den ligger i kommunen La Independencia och delstaten Chiapas, i den sydöstra delen av landet, 900 km öster om huvudstaden Mexico City. Ribera de la Selva ligger 1 062 meter över havet och antalet invånare är 270.
Terrängen runt Ribera de la Selva är lite bergig. Runt Ribera de la Selva är det ganska tätbefolkat, med 54 invånare per kvadratkilometer. Närmaste större samhälle är San Isidro el Zapotal, 2,6 km sydost om Ribera de la Selva. I omgivningarna runt Ribera de la Selva växer huvudsakligen savannskog.